# Wolfgang Bartz
Wolfgang Bartz (* 8. Februar 1949) ist ein deutscher Badmintonspieler. 

## Karriere
Wolfgang Bartz gewann bei den DDR-Juniorenmeisterschaften zwei Medaillen bei den nationalen Titelkämpfen. Fünf weitere Medaillengewinne folgten bei den DDR-Studentenmeisterschaften. 1971 erkämpfte er sich erstes Edelmetall bei den DDR-Einzelmeisterschaften der Erwachsenen. 1972 und 1973 gewann er zwei weitere Bronzemedaillen. 

## Sportliche Erfolge
| Saison    | Veranstaltung                    | Disziplin    | Platz | Name                                                                                 |
| --------- | -------------------------------- | ------------ | ----- | ------------------------------------------------------------------------------------ |
| 1965/1966 | DDR-Einzelmeisterschaft AK 16/17 | Herrendoppel | 3     | Lothar Diehr / Wolfgang Bartz (Empor Brandenburger Tor)                              |
| 1966/1967 | DDR-Einzelmeisterschaft AK 16/17 | Herreneinzel | 2     | Wolfgang Bartz (EBT Berlin)                                                          |
| 1968/1969 | DDR-Studentenmeisterschaft       | Herreneinzel | 1     | Wolfgang Bartz (HfÖ Berlin - EBT Berlin)                                             |
| 1968/1969 | DDR-Studentenmeisterschaft       | Herrendoppel | 1     | Wolfgang Bartz / Lothar Diehr (HfÖ Berlin - EBT Berlin / IS Bau Berlin - EBT Berlin) |
| 1970/1971 | DDR-Studentenmeisterschaft       | Herreneinzel | 1     | Wolfgang Bartz (HfÖ Berlin - EBT Berlin)                                             |
| 1970/1971 | DDR-Studentenmeisterschaft       | Herrendoppel | 1     | Wolfgang Bartz / Lothar Diehr (HfÖ Berlin - EBT Berlin / IS Bau Berlin - EBT Berlin) |
| 1970/1971 | DDR-Studentenmeisterschaft       | Mixed        | 3     | Wolfgang Bartz / Monika Habanz (HSfÖ Berlin-Karlshorst - EBT Berlin / ISfMb Wildau)  |
| 1970/1971 | DDR-Einzelmeisterschaft          | Herrendoppel | 3     | Wolfgang Bartz / Hans Abraham (EBT Berlin)                                           |
| 1971/1972 | DDR-Einzelmeisterschaft          | Herrendoppel | 3     | Wolfgang Bartz / Lothar Diehr (EBT Berlin)                                           |
| 1972/1973 | DDR-Einzelmeisterschaft          | Herrendoppel | 3     | Wolfgang Bartz / Lothar Diehr (EBT Berlin)                                           |